# Bandido (album)
Bandido är den italienska discoduon La Biondas femte studioalbum, utgivet 1979 via skivbolaget Baby.

## Låtlista
Alla låtar är skrivna och komponerade av Michelangelo La Bionda, Carmelo La Bionda och Richard Palmer-James, om inte annat anges.
| 1.           | "Deserts of Mars"  | Michelangelo La Bionda, Carmelo La Bionda, Richard Palmer-James                 | 7:20  |
| 2.           | "Welcome Home"     | Michelangelo La Bionda, Carmelo La Bionda, Richard Palmer-James                 | 3:17  |
| 3.           | "Moonlight Palais" | Michelangelo La Bionda, Carmelo La Bionda, Richard Palmer-James, Charly Ricanek | 4:05  |
| 4.           | "Baby Make Love"   | Michelangelo La Bionda, Carmelo La Bionda, Richard Palmer-James                 | 4:08  |
| Total längd: | Total längd:       | Total längd:                                                                    | 18:50 |

| 1.           | "Bandido"                | Michelangelo La Bionda, Carmelo La Bionda, Richard Palmer-James                  | 4:00  |
| 2.           | "Black and White"        | Michelangelo La Bionda, Carmelo La Bionda, Richard Palmer-James                  | 3:55  |
| 3.           | "Never Gonna Let You Go" | Michelangelo La Bionda, Carmelo La Bionda, Richard Palmer-James                  | 6:36  |
| 4.           | "Will She or Won't She"  | Michelangelo La Bionda, Carmelo La Bionda, Richard Palmer-James, Thor Baldursson | 3:40  |
| Total längd: | Total längd:             | Total längd:                                                                     | 18:11 |